# Toucan du Choco
Ramphastos brevis
Espèce
Statut de conservation UICN

 LC  : Préoccupation mineure
Le Toucan du Choco (Ramphastos brevis) est une espèce d'oiseau appartenant à la famille des Ramphastidae. Cette espèce est monotypique.

## Répartition

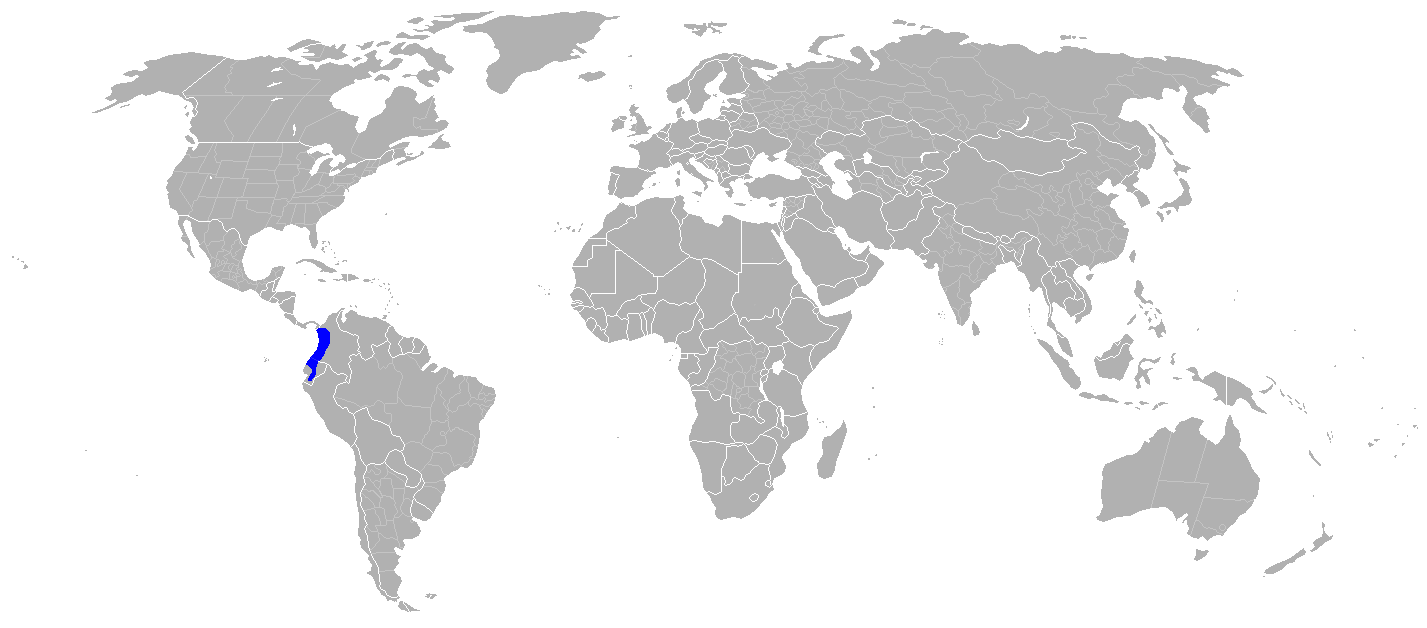
Aire de présence.

Comme son nom l'indique, cet oiseau vit dans le Chocó (ouest de l'Équateur et de la Colombie).